# 一萬田鎮實
一萬田鎮實（生年不詳－1587年）是日本戰國時代至安土桃山時代武將。豐後國大友氏的家臣。父親是一萬田鑑實。妻子是大友義鎮的女兒。

## 生平
生年不詳。仕於義父義鎮（宗麟），受其賜予偏諱，改名為鎮實。在永祿11年（1568年），為了鎮壓大叔父高橋鑑種的謀反而出陣。這段期間，因為父親鑑實改姓橋爪氏，於是繼承一萬田氏的家督。翌年（1569年），被任命為立花山城城番，但是因為被毛利氏阻礙而不能入城，於是在城外牽制龍造寺氏勢力（不過在毛利側的史料記錄中，於立花城降伏的武將內，有鎮實的名字，因此亦可能成功入城）。
5月，在立花城擊破毛利軍，不過自身亦負傷。因為這次功績，收到宗麟的感狀。元龜元年（1570年）期間，成為大友家中重臣。在宗麟死後，繼續仕於宗麟的兒子義統。
天正15年（1587年），突然被義統命令自殺（一說是因為在先前的戰鬥中，一族有人謀反（同族的一萬田紹傳等人投向島津氏），所以受到牽連），父親鑑實等人亦因此自殺。

## 外部連結
- 武家家伝＿一万田氏（页面存档备份，存于）